# Алекс (футболист)
Алекс Родриго Диаш да Коста (на португалски: Alex Rodrigo Dias da Costa), по известен като Алекс, е бивш бразилски футболист. Играл е и за отборите на Сантош, ПСВ Айндховен, ФК Челси и ПСЖ. Играе и за националния отбор по футбол на Бразилия

## Кариера в Челси
Първият бразилец вкарал гол за Челси се присъединява към „сините“ през 2004 г., след като три години е играл в Холандия за ПСВ Айндховен. Челси има правото да купи бранителя, когато напусне.
След това 26-годишният национален защитник подписва договор за 3 години и е важно подкрепление за отбраната на отбора, преследвана от доста контузии през последните две кампании.
В дебютния си сезон Алекс записва 39 мача със синята фланелка, с две повече от Джон Тери и с едно от Рикардо Карвальо, загатващо за неговата значимост за отбора.
Алекс отбелязва първия си гол за Челси срещу Мидълзбро след мощен удар от пряк свободен удар, негова запазена марка, който веднага става кандидат за Гол на сезона.
Следва нов гол като гост на Русенборг, преди да се разпише и срещу Астън Вила след двойно подаване с Шевченко.
Заедно с Жулиано Белети и Алекс е част от бразилската инвазия на „Стамфорд Бридж“.
Преди ПСВ, Алекс играе за Сантош, клуба от Сао Пауло за който се е състезавал Пеле.
След като идва в Европа, младият играч става част от отбора, спечелил три последователни шампионски титли на Холандия и прави дубъл през сезон 2004/05 г. През сезон 2006/07 в Шампионската лига Алекс отбелязва гол на Арсенал, който изхвърля лондончани от турнира.
Алекс прави своя дебют за националния отбор на Бразилия през 2003 г. и е част от състава, който завоюва Копа Америка, като записва участие на финала срещу Аржентина, спечелен с 3:0. Той продължава да бъде редовен титуляр за страната си.